# Tatiana Espinosa Quiñones
Tatiana Espinosa Quiñones (Lima, 7 de noviembre de 1977) es una ingeniera forestal, fundadora de la ONG ARBIO Perú dedicada a la conservación y protección de los bosques de la selva amazónica.

## Biografía
Estudió Ingeniería Forestal en la Universidad Agraria La Molina. Una vez egresada se dedicó a la arboricultura urbana en Lima. Posteriormente hizo una maestría en Manejo y Conservación de Bosques Tropicales y Biodiversidad en Costa Rica, con énfasis en Socioeconomía Ambiental y Cambio Climático. En 2003 viajó a Madre de Dios, en el corazón de la selva amazónica peruana, donde desarrolla su carrera profesional y se dedica a la defensa del ecosistema.
En el año 2010 fundó ARBIO Perú y actualmente junto a sus dos hermanas Rocío y Gianella, lideran la organización. ARBIO Perú trabaja en la defensa y conservación de casi mil hectáreas de bosque primario en la cuenca del río Las Piedras en Tambopata. El Estado peruano realizó un concesión a 40 años renovables del terreno de bosque húmedo tropical para su estudio y conservación frente a la tala de los codiciados árboles de esta región, en especial el shihuahuaco.
Dos años después inició el proyecto de implicación ciudadana en la conservación de la selva, mediante la adopción de árboles milenarios y centenarios por parte de particulares, tanto de shihuahuacos (Dipteryx micrantha), como de especies como Quinilla (Manilkara bidentata), Catahua (Hura crepitans), Manchinga (Brosimum alicastrum), lupuna (Ceiba pentandra) y cedro (Cedrela odorata).

## Reconocimientos
En 2019 Tatiana Espinosa recibió, en nombre de ARBIO Perú, el premio «Jane Goodall Hope and Inspiration Ranger Award» otorgado por la Federación Internacional de Guardabosques (FIG), The Thin Green Line Foundation y la Unión Internacional para la Conservación de la Naturaleza/Comisión Mundial de Áreas Protegidas (UICN/CMAP). Ese mismo año, el Servicio Nacional Forestal y de Fauna Silvestre (Serfor) otorgó a Arbio Perú un diploma en reconocimiento a la labor de conservación de la flora silvestre.

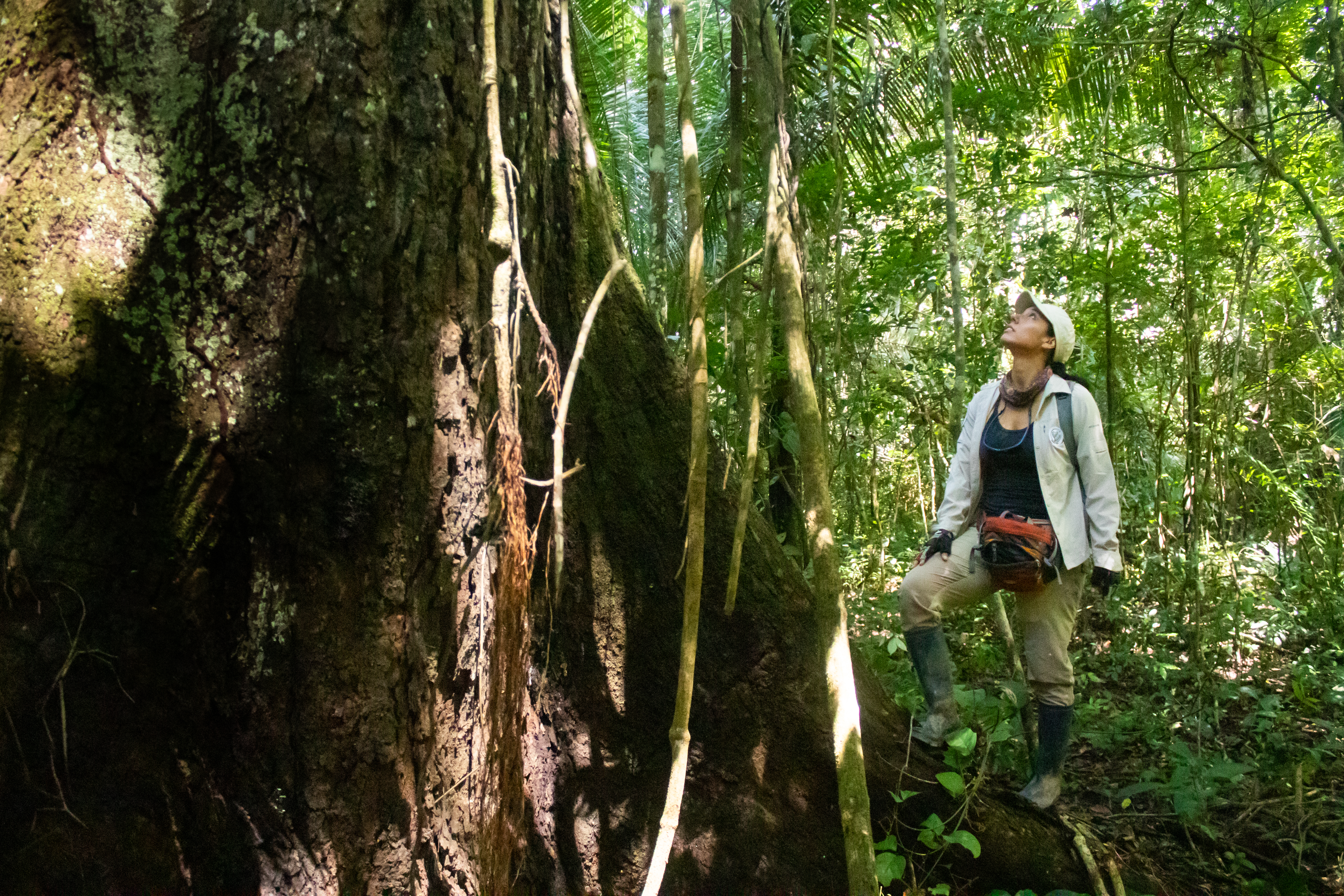
Shihuahuaco, árbol amazónico de 800 años que Tatiana Espinosa promociona su conservación en Madre de Dios, Perú.

En 2020 el Ministerio de la Mujer y Poblaciones Vulnerables (MIMP) le entregó la condecoración Orden al Mérito de la Mujer.
En diciembre de 2021 recibió el premio Carlos Ponce del Prado en la categoría Artífice de la Conservación otorgado por Conservación Internacional, Andes Amazon Fund, Wildlife Conservation Society y Profonanpe, con el apoyo del Ministerio del Ambiente y el Servicio Nacional de Áreas Naturales Protegidas por el Estado (Sernanp).
El alcalde de Lima, Jorge Muñoz, le entregó de parte de la Municipalidad Metropolitana de Lima el «Premio Lima 2022» por su labor de protección del bosque amazónico.